# Бадерска клисура
Бадерска клисура је 8 км дуга клисура реке Пчиње, усечена у кристаластим шкриљцима, јурским кречњацима и серпентину. Протеже се на крајњем току реке, од села Бадера по којем носи име, до ушћа у Вардар. Кроз њу води пут Скопље—Велес.